# 2016年の科学
2016年の科学（2016ねんのかがく)では2016年（平成28年）の科学分野に関する出来事について記述する。

## できごと

### 1月
- 1月1日 - カリフォルニア州のHRL研究所（英語版）が、耐熱性セラミックスなども作成できる、セラミックスを3Dプリントする新たな技術を開発した[1]。
- 1月7日
  - 西安の景帝陵から、最古の茶の物的証拠が見つかり、紀元前2世紀ごろには既に茶は飲まれていたことが報告された[2]。
  - 地球からおよそ100億光年離れた場所に位置する銀河団IDCS J1426.5+3508（英語版）が報告された[3]。
  - GIMPSによる探索で49番目のメルセンヌ素数である{\displaystyle 2^{74207281}-1}が発見された[4]。

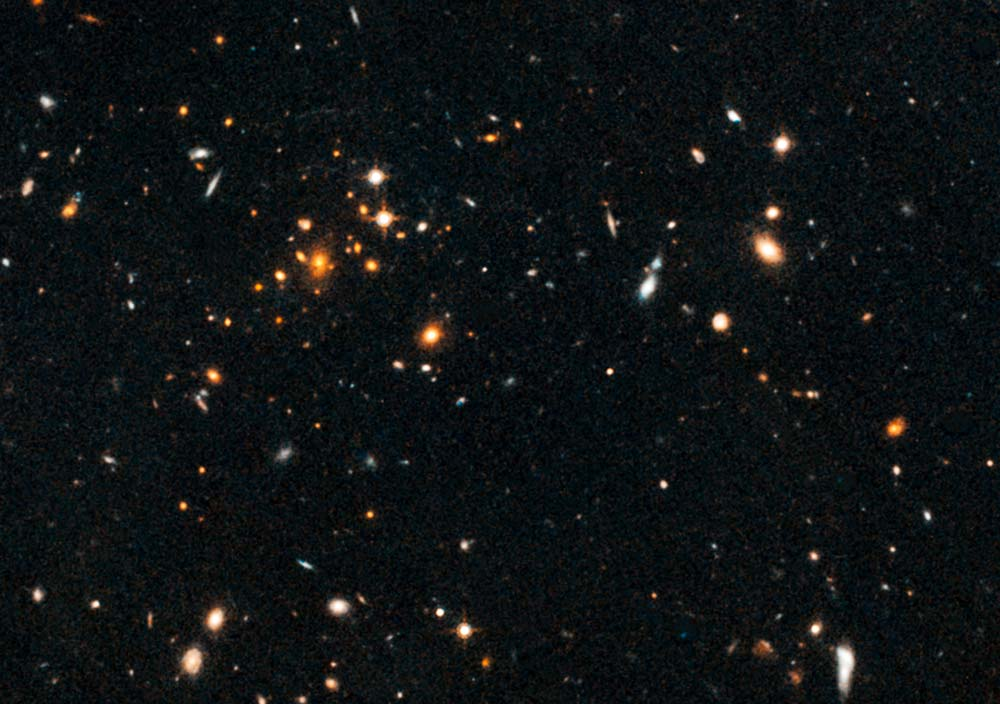
1月7日:最遠の銀河団IDCS 1426が報告された。

- 1月11日 - グリセロール3-リン酸ホスファターゼ（G3PP）が、糖を脂肪として蓄えられるのを防ぐ酵素であるとモントリオール大学の研究で同定された[5]。
- 1月13日
  - ポツダム気候影響研究所の研究で、人類による人為的な二酸化炭素の排出により、次の氷河時代がおよそ5万年遅れたと発表された[6]。
  - 欧州宇宙機関（ESA）の彗星探査機ロゼッタによる観測で、チュリュモフ・ゲラシメンコ彗星の地表で水の氷の存在が確認された[7]。
- 1月18日 - ローレンス・リバモア国立研究所などの研究によって、海洋に流入する人工由来の熱量が、1997年から2倍に増えたことが分かった[8]。
- 1月20日 - カリフォルニア工科大学の研究チームが、太陽系をおよそ1万5000年かけて公転するプラネット・ナインと呼ばれる9番目の巨大な惑星が存在する可能性があることを公表した[9]。
- 1月25日 - ワシントン大学で、癌細胞を識別するペン型の新型顕微鏡が開発された[10]。

### 2月
- 2月9日 - 冷凍保存されたウサギの脳について、細胞やシナプスなどの構造が良好に保存されていることが確認され、冷凍保存技術のブレイクスルーだと発表された[11]。
- 2月11日 - LIGOやVirgoなどが、アルバート・アインシュタインによって一般相対性理論から予想された現象である重力波を始めて検出したと発表した[12][13][14][15][16]。

- 2月16日

2月11日：重力波の初検出に成功した。

  - ハッブル宇宙望遠鏡が、かに座55番星eの大気中から水素やヘリウムを検出し、スーパーアースの大気分析に初めて成功した[17]。
  - 30年の間冷凍保存されていたクマムシが復活し、産卵にも成功したと日本の国立極地研究所によって発表された[18][19]。
- 2月17日 - 日本のX線観測衛星「ひとみ」が種子島宇宙センターから打ち上げられた。その後、通信途絶となり、同年4月に運用は終了した[20]。
- 2月24日 - 膵癌には4種類があり、それぞれ異なる治療法が必要であることが分かった[21][22]。

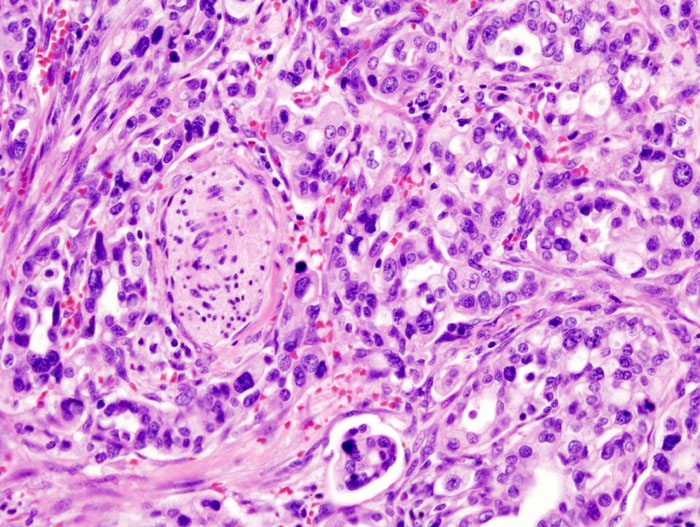
2月24日：膵癌には4つのタイプがあることが分かった。

### 3月
- 3月3日 - ハッブル宇宙望遠鏡によって134億光年離れた場所に位置する銀河GN-z11の発見が公表され、当時発見された銀河の中では最遠のものであることが分かった[23]。記録は2022年にHD1が発見されるまでこの銀河が記録を保持した。
- 3月7日 - ミュンヘン工科大学ドイツ心臓センターなどの研究で、心臓発作のリスクを50%低減させる遺伝子変異を特定したと発表された[24]。
- 3月9日
  - DeepMind社の人工知能「AlphaGo」が、5番勝負の第1局で、韓国の囲碁トップ棋士の李世ドルに勝利した[25]。
  - 2016年3月9日の日食が観測された。
- 3月11日 - ポリエチレンテレフタラートを分解できる新種の細菌「イデオネラ・サカイエンシス」が京都工芸繊維大学などの研究によって報告された。この細菌は大阪府堺市からのサンプル中に発見された[26][27]。
- 3月14日 - 火星探査機トレース・ガス・オービター（英語版）がカザフスタンのバイコヌール宇宙基地から打ち上げられた[28]。

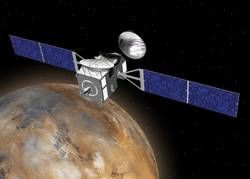
3月14日：火星探査機トレース・ガス・オービターが打ち上げられた。

- 3月21日 - 恐竜絶滅後の6600万年間で前例のない量の二酸化炭素が人間によって排出されていることが明らかとなった[29]。
- 3月30日 - ホモ・フローレシエンシスは、これまで推定されていた1万2000年前よりもはるかにはやい5万年前に絶滅したことが報告された[30]。
- 3月31日 - 99.9%酸素から成る大気を持つ白色矮星SDSS J1240+6710（英語版）が発見された[31]。

### 4月
- 4月1日 - 適量のコーヒーを飲むことで大腸がんのリスクを低減できると結論付けた南カリフォルニア大学の研究が発表された[32]。
- 4月4日 - 塩化ルテニウムがマヨラナ粒子と呼ばれる新たな量子状態を取ることが発見された[33]。
- 4月8日 - スペースX社が現地時間のこの日初めて、ファルコン9ロケットの第1段ロケットを海上に浮かぶ船上に着陸させることに成功した[34][35]。

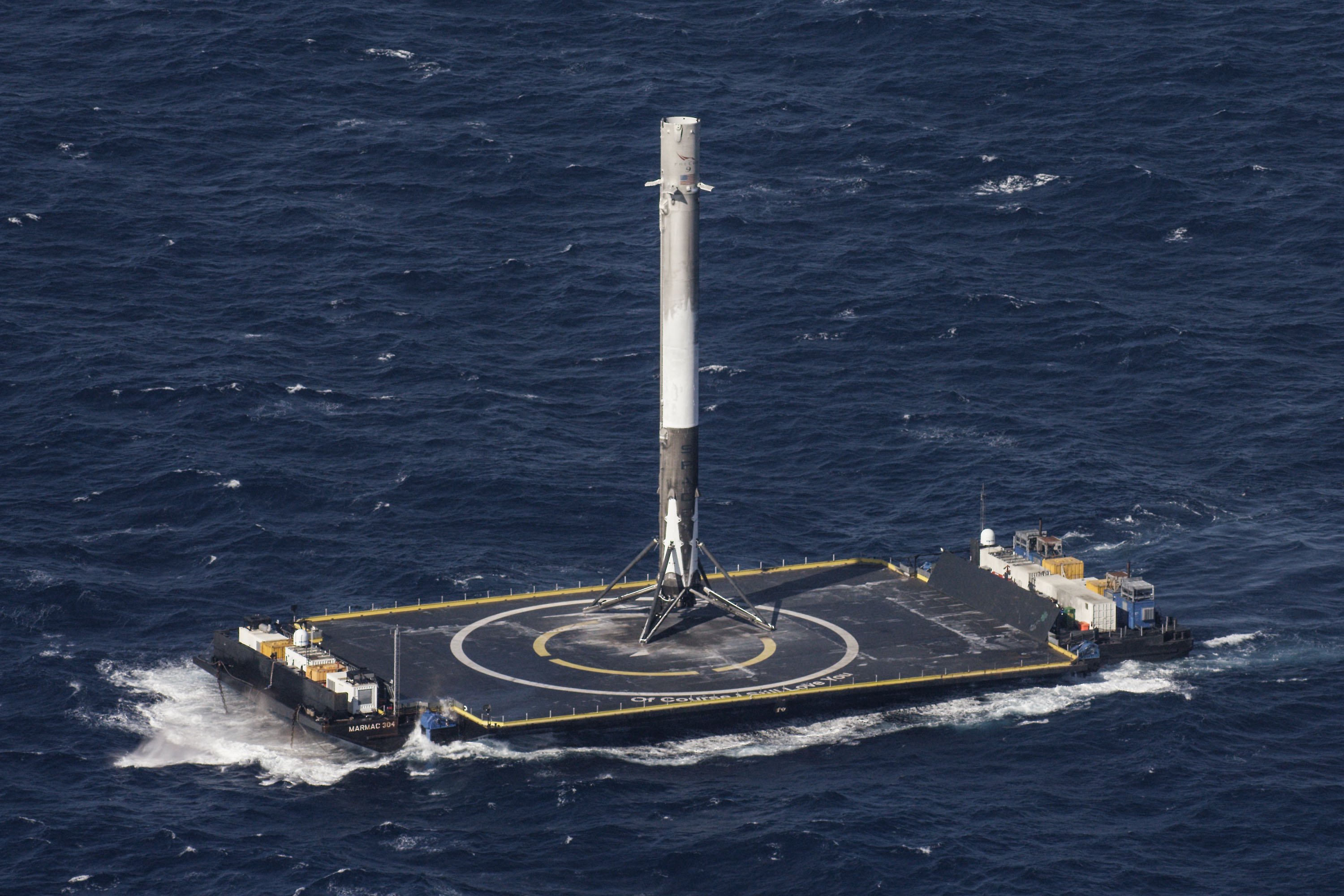
4月8日：スペースX社が初めて使用済みロケットを地球に帰還させ、船上に着陸させた。

- 4月12日 - ブレイクスルー・イニシアチブプロジェクトの1つとして、ケンタウルス座α星に幾千もの小型宇宙船を送る、ブレークスルー・スターショット計画が発表された[36][37]。
- 4月21日 - アメリカのBioViva社が、遺伝子治療を用いて人のテロメアを延長させることに成功したと主張した[38][39]。
- 4月26日 - ハッブル宇宙望遠鏡が、準惑星マケマケに衛星が存在することを発見した[40][41]。

### 5月
- 5月2日
  - マックス・プランク化学研究所（英語版）などの研究で、今後数十年間で北アフリカや中東では高温な気候が悪化し、人類の居住性が損なわれる可能性があると発表した[42]。
  - 地球から40光年離れたTRAPPIST-1のハビタブルゾーンを公転する、地球に似た3つの太陽系外惑星の発見が発表された[43]。
- 5月4日 - ヒョウは1750年以降、その生息域の75%を失っていたことが明らかになった[44]。
- 5月10日 - アメリカ航空宇宙局（NASA）のケプラー宇宙望遠鏡によって新たに1284個の太陽系外惑星が確認された[45][46]。
- 5月17日 - これまで成人では不活性とされてきたOct-4遺伝子について、心臓発作や脳卒中の原因となるプラークの生成の予防に重要な役割を担っていることが明らかになった[47]。
- 5月26日 - 火星が近年まで氷河期にあったことを示す証拠が『サイエンス』誌に掲載された。論文では、37万年前には火星は白色に見えたと主張している[48]。

### 6月
- 6月3日
  - ハッブル宇宙望遠鏡を使った測定で、宇宙はこれまで考えられていたよりも5%～9%速い速度で膨張していることが分かったとNASAとESAが共同で発表した[49]。
  - リバプール大学などの研究で、新たな化学療法剤の組み合わせによって、膵臓がんの長期生存率が16%～29%向上する可能性が示された[50]。
- 6月14日 - クイーンズランド大学などの研究で、ブランブルケイメロミスが絶滅したと結論付けられた[51]。なお、2019年2月にはオーストラリア政府によって正式に絶滅が宣言されており[52]、これは人為的気候変動によって絶滅した最初の哺乳類とされる[53]。
- 6月15日
  - ブラックホールの衝突によって発生した、2例目の観測事例となる重力波GW151226（英語版）の検出が報告された[54]。
  - 2016年4月27日に観測された小惑星2016 HO₃が、地球の準衛星であると発表された[55][56]。

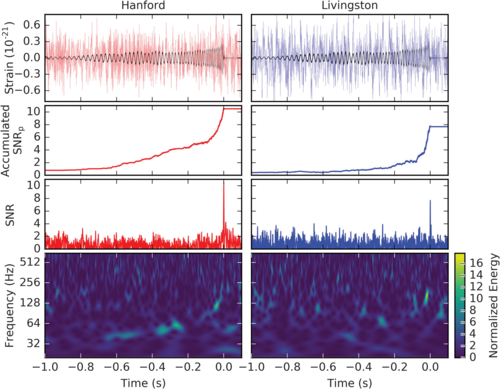
6月15日：観測史上2例目となる重力波が検出されたと報告された。

- 6月16日 - マサチューセッツ総合病院の研究で、成体の幹細胞を長期間培養するための新たな手法が発表された[57]。
- 6月30日 - テスラの自動運転車による初の死亡事故が発生した[58]。

### 7月
- 7月1日 - 大型ハドロン衝突型加速器によって発見された、X(4140)、X(4274)、X(4500)、X(4700)とそれぞれ名付けられた新たなテトラクォークが報告された[59]。
- 7月4日 - NASAは現地時間のこの日、木星探査機「ジュノー」が木星に到着したと発表した[60]。
- 7月13日 - グラフェンを添加したパッケージが、一般のプラスチックのものよりも100万倍も湿気を遮断する能力があることが報告された[61]。
- 7月20日 - ライス大学が、鋼鉄の4倍の硬度を持つチタンと金から成る新たな合金を発表した[62]。
- 7月27日 - ベルン大学などの研究で、殺虫剤として広く使われているネオニコチノイドが、ハチの精子の数をおよそ40%減少させ、雄のハチの寿命を縮める働きがあることが明らかになった[63]。

### 8月
- 8月1日 - 遺伝子検査会社23andMeの研究者によって、顧客のDNAデータからうつ病と関連する15のゲノム領域を特定したと発表された[64]。
- 8月4日 - オックスフォード大学の研究チームが、99.9%の精度を誇るレーザー駆動の量子論理ゲートの作成に成功したとする論文が発表された[65]。
- 8月11日 - ニシオンデンザメは既知の脊椎動物の中で最も長寿で、およそ400年もの寿命に達することが分かった[66]。

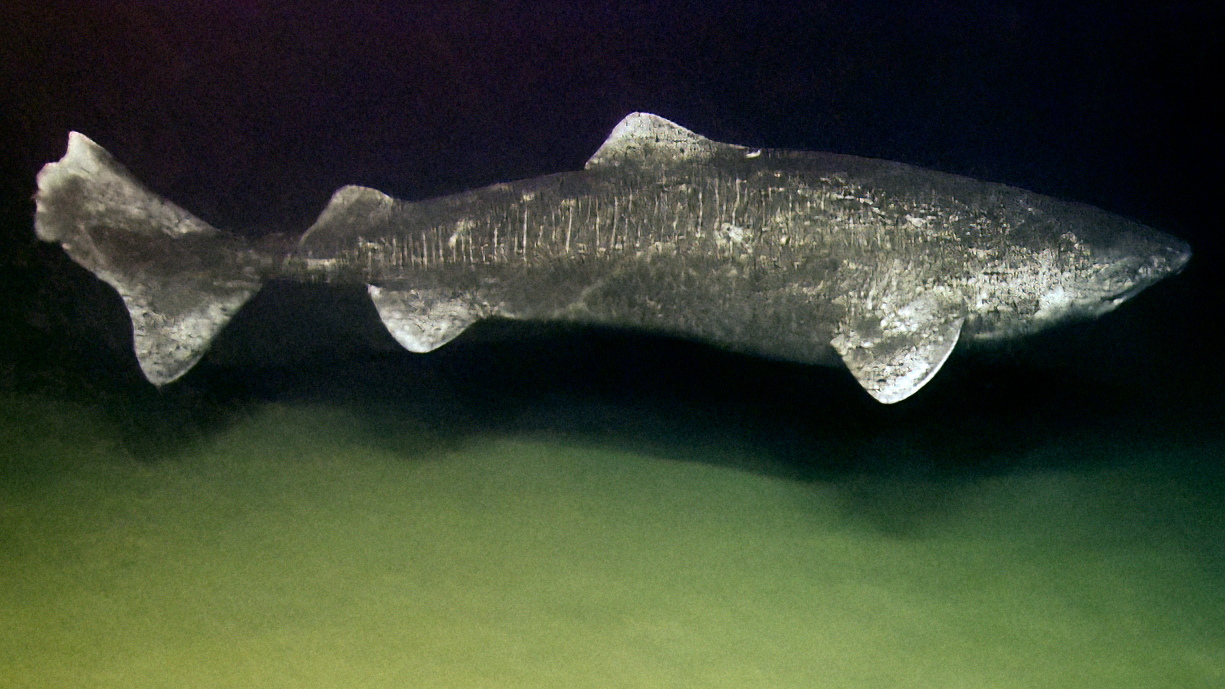
8月11日：ニシオンデンザメは既知の脊椎動物の中で最も長寿であることが分かった。

- 8月16日 - マサチューセッツ工科大学の研究でリチウムイオン電池の容量を2倍に増加させる技術を開発したと発表された[67]。
- 8月24日 - 太陽系から最も近い恒星プロキシマ・ケンタウリのハビタブルゾーン内を公転する地球に似た大きさの惑星プロキシマ・ケンタウリbの存在が検出されたと発表された[68]。

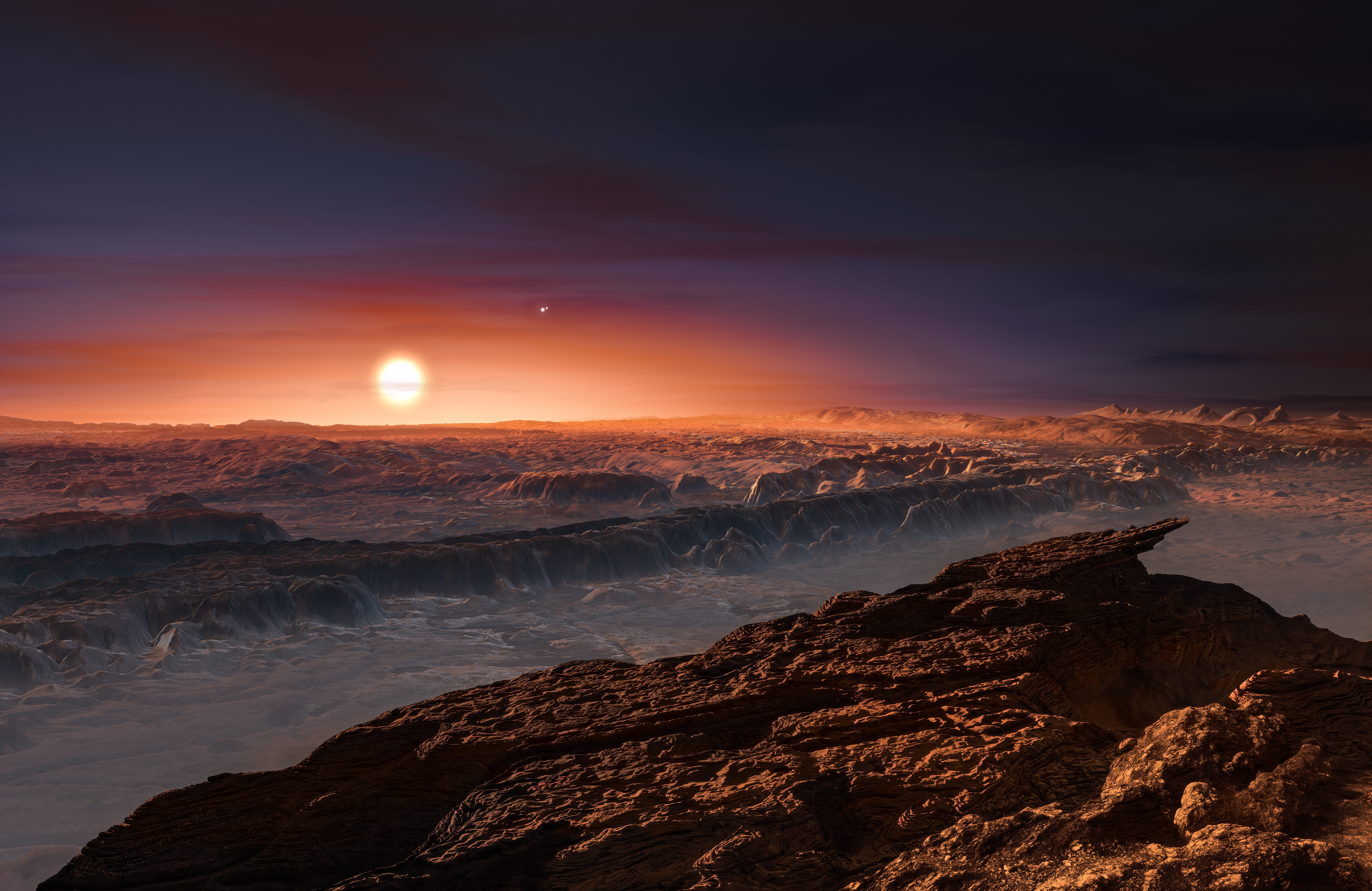
8月24日：プロキシマ・ケンタウリｂの存在が検出された。上の画像は惑星の想像図。

- 8月27日 - NASAの探査機ジュノーが木星まで4200kmの地点まで接近した。ジュノーは大気圏に突入したものを除いてガス惑星に最も接近した探査機となった[69]。
- 8月31日
  - グリーンランド南西部で、ストロマトライトと思われる37億年前の世界最古の化石が発見された[70]。
  - チューリッヒ大学の研究で、医薬品アデュカヌマブが早期のアルツハイマー病患者の脳内に蓄積するアミロイドβのプラークを減少させる作用があることが示されたと発表された[71]。

### 9月
- 9月1日 - 2016年9月1日の日食（英語版）が観測された。
- 9月5日 - 海水温の上昇によって台風は過去40年で50%強力になっていることが分かった[72]。
- 9月8日 - ゲーテ大学などの研究で行われた遺伝子解析によって、これまで1種類のみと考えられていたキリンは、4種からなることが分かった[73][74]。
- 9月14日 - 冥王星の衛星カロンの赤褐色の極冠は、冥王星の大気から放出されたメタンや窒素、有機高分子化合物のソリンによるものである可能性が公表された[75]。

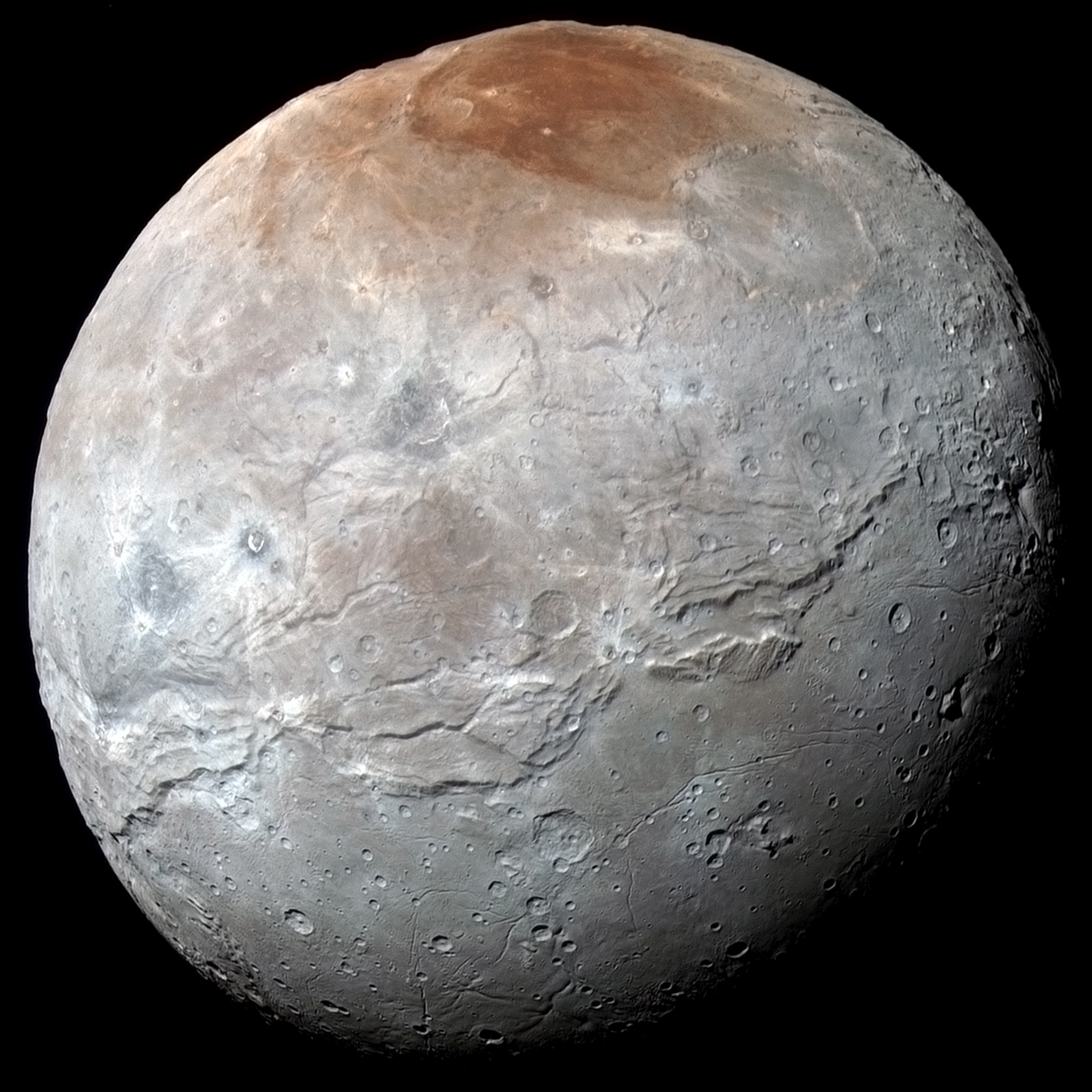
9月14日：冥王星の衛星カロンの赤褐色の極冠は冥王星の大気由来の物質である可能性が公表された。

- 9月20日 - 東京大学などの研究で、クマムシが持つ放射線への耐性を示す理由となりうるたんぱく質を発見したと発表された[76]。
- 9月21日 - 今日アフリカ大陸の外にいる全ての人類のルーツは、5万年前から8万年前にアフリカを出発した1つの集団に遡ることができると報告された[77]。

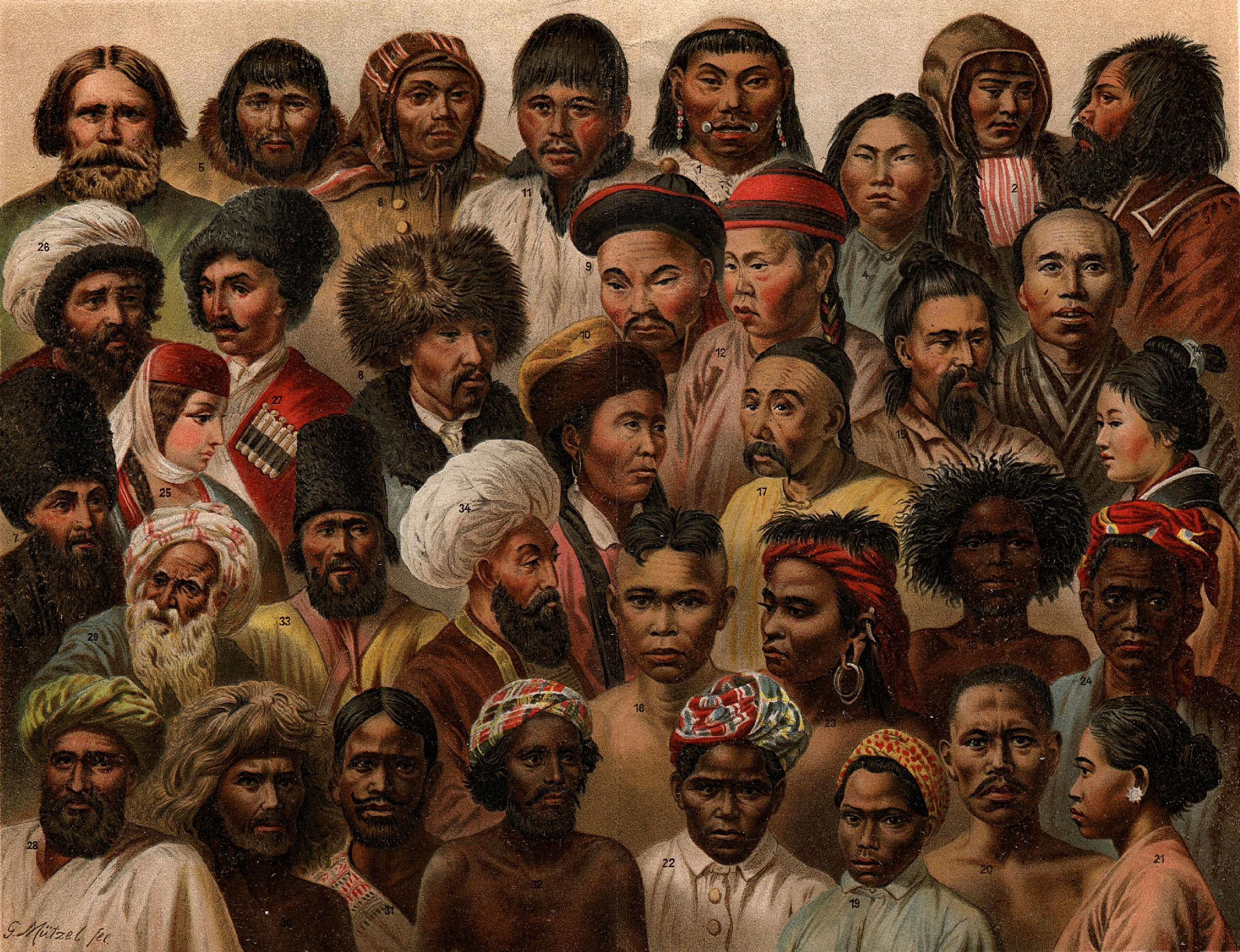
9月21日：今日のアフリカ以外の人類は5~8万年前にアフリカを出発した1つの集団に端を発していることが分かった。

- 9月25日 - 中国南西部で建設が進められていた500メートル球面電波望遠鏡が稼働を開始した[78]。
- 9月26日 - NASAによる観測で、水星の地表に階段のような崖になった断層が発見され、地殻変動が発生していることが分かった[79]。
- 9月30日 - ESAの探査機「ロゼッタ」がチュリュモフ・ゲラシメンコ彗星の地表に落下、衝突してミッションを終了した[80]。

### 10月
- 10月5日
  - ヒトの最大寿命について、平均115歳、上限125歳とした論文が『ネイチャー』誌に発表された[81]。
  - NASAの探査機カッシーニによる観測の結果、土星の衛星ディオネの地下に海洋を持つ可能性があると発表された[82]。

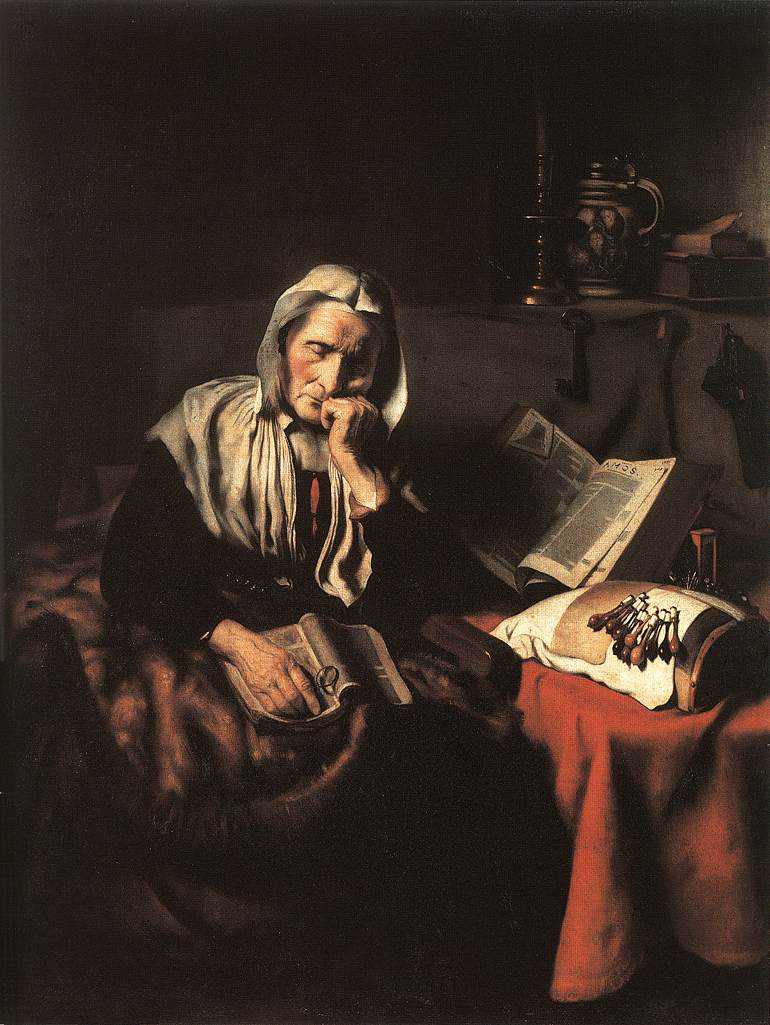
10月5日：ヒトの最大寿命は125歳であると報告された。

- 10月9日 - 分子標的治療薬ニボルマブが、頭頸部がん患者の1年後の生存率を化学療法に比べて2倍以上改善させ、腎臓がんの腫瘍も有意な縮小が見られたと報告された[83]。
- 10月13日 - ハッブル宇宙望遠鏡による観測写真の解析などから、観測可能な宇宙にはこれまで考えられていたよりも10倍多い2兆個の銀河が存在すると推定された[84]。

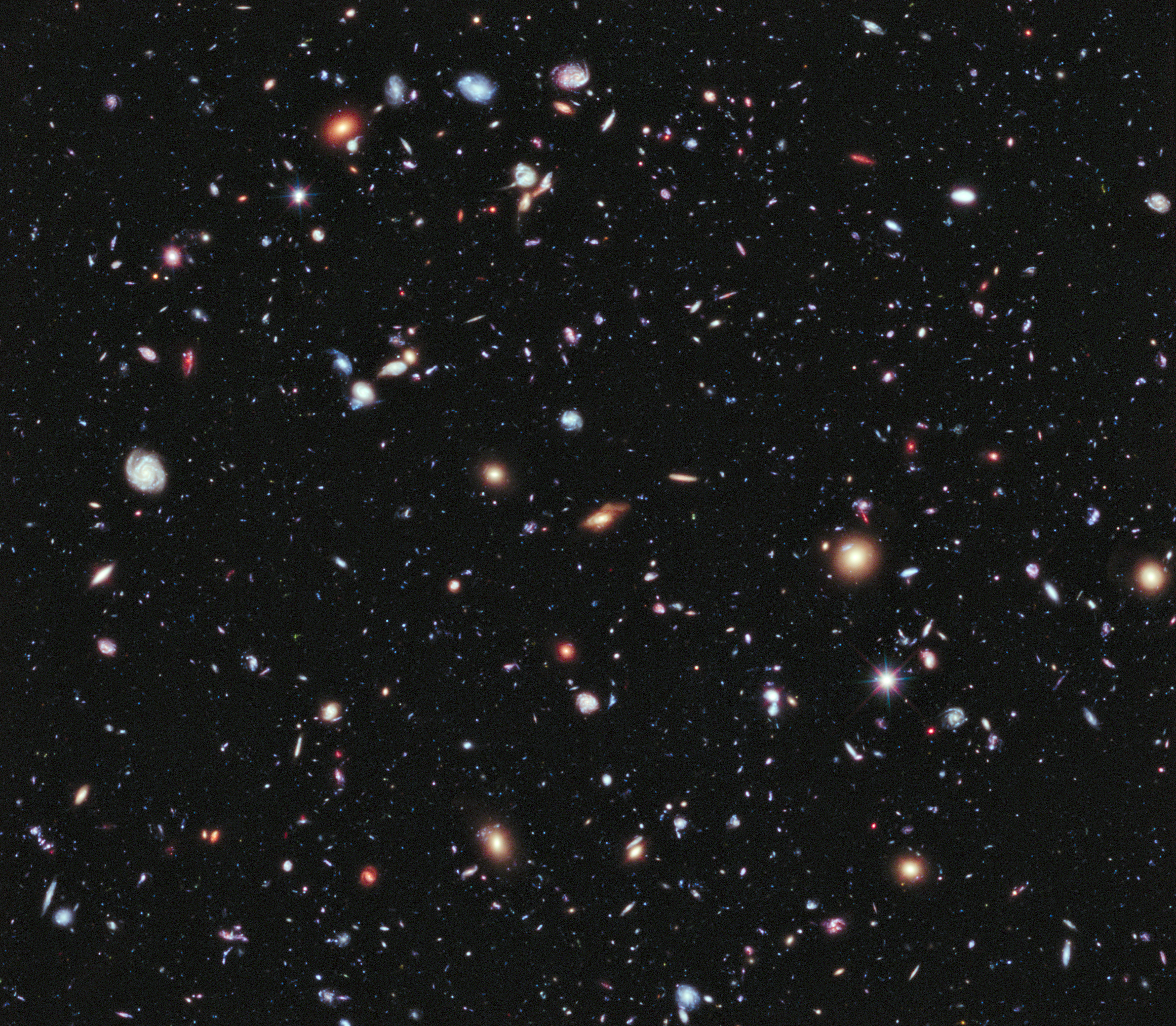
10月13日：観測可能な宇宙には少なくとも2兆個の銀河が存在すると推定された。

- 10月20日 - ジェームズ・クック大学の研究で、牛の食事に乾燥させた海藻を加えることで、地球温暖化の原因となるメタンの排出量が50%から70%削減できると報告された[85]。
- 10月27日
  - ロンドン動物学会や世界自然保護基金（WWF）が行った評価報告書で1970年以降、野生の脊椎動物の個体数が世界全体で58%減少していることが報告された[86]。なお、この調査はデータ取得などの方法論について批判の声もある[86]。
  - ケンブリッジ大学などの研究で、恐竜の脳組織の化石が初めて発見されたと報告された[87]。

### 11月
- 11月3日 - fMRIによる脳のスキャンで、従来のポリグラフテストに比べて嘘を見抜く効果がより高いことが分かった[88]。
- 11月5日 - オックスフォード大学のチームが、人間よりも最大で40%正確に読唇術ができるAIアルゴリズム「LipNet」を発表した[89]。
- 11月7日～18日 – 第22回気候変動枠組条約締約国会議（COP22）がモロッコのマラケシュで開催された[90]。
- 11月16日 - ソーク研究所の研究で、CRISPRを基にした新たな遺伝子編集技術「HITI」を利用して。盲目の動物の視力を部分的に回復させることに成功したと公表された[91]。
- 11月18日 - カリフォルニア工科大学やUCLAなどの研究で、ミトコンドリアから変異したDNAを除去する技術を開発した。これは老化を遅らせたり逆転させたりできる可能性がある[92]。
- 11月22日 - NASAのマーズ・リコネッサンス・オービターによる観測で、火星のユートピア平原と呼ばれる地域の地下に、巨大な水の氷が堆積している場所があることを発見した。NASAによると、その量は北アメリカのスペリオル湖の水量に匹敵するという[93]。

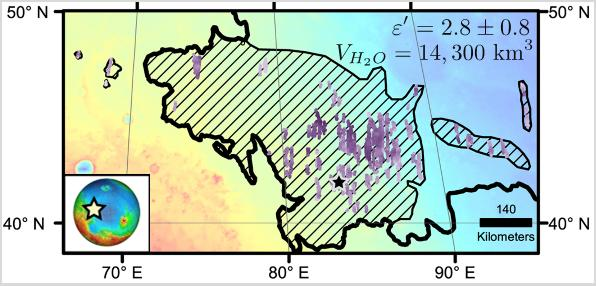
11月22日：火星のユートピア平原で地下に莫大な量の氷が堆積していることが明らかとなった。

- 11月25日 - カリフォルニア工科大学などの研究で、既存触媒よりも15倍素早くケイ素-炭素結合を形成するタンパク質を持った生細胞が初めて作成された[94]。
- 11月29日 - 2016年の水温上昇によってオーストラリアのグレートバリアリーフで過去最悪のサンゴ礁の破壊が進み、最も被害が大きかった北部では3分の2のサンゴが死滅したと公表された[95]。
- 11月30日 - 国際純正応用化学連合（IUPAC）が、ニホニウムNh、モスコビウムMc、テネシンTs、オガネソンOgの4つの新たな元素を正式に認定した[96][97]。

### 12月
- 12月8日 - 国際自然保護連合（IUCN）は、キリンの個体数が1985年から2015年の間で15万5000頭から9万7000頭に減少したことを受けて、保護状況を低危険種から危急種に変更した[98]。
- 12月12日 - ワシントン大学による世界の37の山岳氷河についての研究が発表され、99%の確率で気候変動が氷河の後退を促進していると結論付けられた[99]。
- 12月14日 - 『ネイチャー』誌に掲載された研究で、タツノオトシゴのゲノムが解析され、これまで明らかになった近縁種のゲノムの中で最も急速に進化していることが判明した[100]。
- 12月19日 - 欧州原子核研究機構（CERN）で行われたALPHA実験で、初めて反物質の原子の光学スペクトラムの観測に成功したと発表された[101][102]。
- 12月22日
  - rVSV-ZEBOVワクチン（英語版）がエボラ出血熱を70%~100%予防できる効果が判明し、この感染症に対して有効な初のワクチンとなった[103]。
  - 米科学誌『サイエンス』は今年のブレークスルー・オブ・ザ・イヤー（下記）を発表した[104]。
- 12月26日 - セイヨウトネリコのゲノムが初めて解読された[105]。

| No. | 今年の10大科学業績                         |
| --- | ------------------------------------------ |
| 1   | 重力波の初検出                             |
| 2   | 太陽系外惑星プロキシマ・ケンタウリbの発見  |
| 3   | 囲碁AI「AlphaGo」がトップ棋士に勝利        |
| 4   | 老化細胞除去による若返りの可能性           |
| 5   | 類人猿における心理学の研究                 |
| 6   | 精緻なタンパク質合成技術の開発             |
| 7   | iPS細胞を使った卵細胞の形成過程の再現      |
| 8   | アフリカからの人類移動に関する諸研究の進展 |
| 9   | ポケットサイズのDNAシーケンサーの開発      |
| 10  | 原子層堆積技術による薄型平面レンズの開発   |

## 受賞
- アーベル賞 - アンドリュー・ワイルズ
- チューリング賞 - ティム・バーナーズ＝リー
- ラスカー賞
  - 基礎医学研究賞 - ウィリアム・ケリン、ピーター・ラトクリフ、グレッグ・セメンザ
  - 臨床医学研究賞 - アリム・ルイ・ベナビッド（英語版）、マーロン・デロング（英語版）
- ガードナー国際賞 - フェン・チャン、ジェニファー・ダウドナ、エマニュエル・シャルパンティエ、Philippe Horvath、Rodolphe Barrangou
- ウルフ賞
  - ウルフ賞物理学部門 - ヨセフ・イムリー（英語版）
  - ウルフ賞数学部門 -  受賞者なし
  - ウルフ賞化学部門 - キリアコス・コスタ・ニコラウ、スチュアート・シュライバー
  - ウルフ賞医学部門 - ロナルド・カーン（英語版）、ルイス・カントレー
- 京都賞
  - 京都賞基礎科学部門 – 本庶佑
  - 京都賞先端技術部門 – 金出武雄
- クラリベイト・アナリティクス引用栄誉賞
  - 物理学 - マーヴィン・コーエン、ロナルド・ドリーバー、キップ・ソーン、レイナー・ワイス、Celso Grebogi、Edward Ott、James A. Yorke
  - 化学 - 前田浩、松村保広、ジョージ・チャーチ、フェン・チャン、盧煜明
  - 生理学・医学 - 本庶佑、Gordon J. Freeman、Arlene H. Sharpe、ジェームズ・P・アリソン、ジェフリー・ブルーストーン（英語版）、クレイグ・B・トンプソン（英語版）、マイケル・ホール、デイヴィッド・M・サバティーニ、スチュアート・シュライバー
- ショウ賞
  - 天文学 - ロナルド・ドリーバー、キップ・ソーン、レイナー・ワイス
  - 生命科学および医学 – エイドリアン・バード、フーダ・ゾービ
  - 数学 – ナイジェル・ヒッチン
- ブレイクスルー賞
  - 基礎物理学ブレイクスルー賞 - 王貽芳、陸錦標（英語版）、大亜湾原子炉ニュートリノ実験チーム。鈴木厚人とカムランドチーム。西川公一郎とT2Kチーム。アーサー・B・マクドナルドとサドベリー・ニュートリノ天文台チーム。梶田隆章、鈴木洋一郎とスーパーカミオカンデチーム。
    - 特別賞 - ロナルド・ドリーバー、キップ・ソーン、レイナー・ワイス。重力波観測論文の著者でLIGOの成功に重要な役割を果たした研究者たち。

  - 生命科学ブレイクスルー賞 - カール・ダイセロス、エドワード・ボイデン（英語版）、ジョン・ハーディー、ヘレン・ホッブス、スバンテ・ペーボ
  - 数学ブレイクスルー賞 - イアン・アゴル
- ノーベル賞
  - 物理学賞 - デイヴィッド・J・サウレス、ダンカン・ホールデン、ジョン・M・コステリッツ
  - 化学賞 - ジャン＝ピエール・ソヴァージュ、フレイザー・ストッダート、ベルナルト・L・フェリンハ
  - 生理学・医学賞 - 大隅良典

## 死去
カッコ内は生誕年である。
- 1月19日 - 谷山鉄郎、日本の作物学学者（* 1939年）
- 1月20日 - 金澤一郎、日本の医学者（* 1941年）
- 1月24日 - マービン・ミンスキー、アメリカ合衆国のコンピュータ科学者、認知科学者（* 1927年）
- 2月4日 - エドガー・ミッチェル、アメリカ合衆国の工学者、宇宙飛行士（* 1930年）
- 2月21日 - 大見忠弘、日本の工学者（* 1939年）
- 3月12日
  - ロイド・シャープレー、アメリカ合衆国の数学者、経済学者、ノーベル経済学賞受賞者（* 1923年）
  - 高谷好一、日本の生態学者（* 1934年）
- 3月16日 - 朝倉昌、日本の生物学者（* 1928年）
- 3月17日 - ソロモン・マーコス（英語版）、ルーマニアの数学者（* 1925年）
- 4月19日 - ウォルター・コーン、アメリカ合衆国の理論物理学者、ノーベル物理学賞受賞者（* 1923年）
- 4月30日 - ハロルド・クロトー、イギリスの化学者、ノーベル化学賞受賞者（* 1939年）
- 5月8日 - 今堀和友、日本の生化学者（* 1920年）
- 5月15日 - アンドレ・ブライック、フランスの天体物理学者、海王星の環の発見者（* 1942年）
- 6月2日 - トム・キッブル、イギリスの物理学者（* 1932年）
- 6月29日 - 古川麒一郎、日本の天文学者（* 1929年）
- 7月2日 - ルドルフ・カルマン、アメリカ合衆国の工学者（* 1930年）
- 7月18日 - 藤田祐幸、日本の物理学者（* 1942年）
- 8月2日 - アハメッド・ズウェイル、エジプト出身のアメリカ合衆国の化学者、ノーベル化学賞受賞者（* 1946年）
- 8月7日 - 湯田利典、日本の物理学者（* 1939年）
- 8月12日
  - 山口嘉夫、日本の理論物理学者（* 1926年）
  - 井形昭弘、日本の医学者（* 1928年）
- 8月19日 - ドナルド・ヘンダーソン（英語版）、アメリカ合衆国の疫学者（* 1928年）
- 8月24日 - ロジャー・Y・チエン、アメリカ合衆国の生化学者、ノーベル化学賞受賞者（* 1952年）
- 8月25日 - ジェイムズ・クローニン、アメリカ合衆国の物理学者、ノーベル物理学賞受賞者（* 1931年）
- 9月9日 - 阿部勝征、日本の地震学者（* 1944年）
- 10月3日 - 蔡啓瑞（中国語版）、中華人民共和国の物理化学者（* 1913年）
- 10月14日 - 武田克之、日本の医学者（* 1927年）
- 10月27日 - スーザン・リンドキスト、アメリカ合衆国の分子生物学者（* 1949年）
- 10月31日 - 進藤昭男、日本の炭素繊維研究者（* 1926年）
- 12月25日 - ヴェラ・ルービン、アメリカ合衆国の天文学者（* 1928年）
- 12月28日 - レフ・ゴルコフ、ソビエト連邦出身のアメリカ合衆国の物理学者（* 1929年）